# Ходжоян, Феликс Альбертович
Фе́ликс Альбе́ртович Ходжоя́н (арм. Ֆելիքս Ալբերտի Խոջոյան; 22 октября 1974, Ленинакан, Армянская ССР, СССР) — армянский футболист и футбольный тренер.

## Клубная карьера
Ходжоян воспитанник гюмрийской школы, как большинство игроков «Ширака» за всю историю клуба. Дебютировал за клуб в Высшей лиге в 1994 году в матче против «КанАЗа». В том сезоне провёл 13 матчей и завоевал золотые медали чемпионата. С того периода выступал стабильно в команде, в составе который стал многократным медалистом как в чемпионате, так и в Кубке, и в Суперкубке Армении.
С завершением сезона 2000 года покинул «Ширак» и перешёл в «Аракс» из Арарата. Долго не задержался в клубе. После окончания чемпионата перешёл в «Бананц». В сезоне 2003 года Ходжоян успел провести 2 матча. В ходе чемпионата перешёл в иранский «Пегах Гилан», выступавший в первой лиге. Контракт был заключён с клубом на полгода. Вместе с клубом завоевал выход в Высшую лигу, после чего руководство клуба продлило контракт с Ходжояном на два года. По завершении сезона 2004/05 «Пегах Гилан» понизился в первенстве и Ходжоян перешёл в другой клуб Первой лиги «Эстеглаль» (Киш), заключив соглашение до 2008 года. Однако, вынужденные финансовые трудности, вынудили вернуться в Армению.
После долгого перерыва вернулся в родной «Ширак», где намеревался завершить карьеру игрока. В конце декабря 2009 года появилась информация, что «Ширак» покинули четыре футболиста: Арарат Арутюнян, Оганес Демирчян, Генрих Батикян и Феликс Ходжоян. И если с первым произошёл переход, то в случае с остальными произошло завершение карьеры.

## Тренерская карьера
С завершением сезона 2009 года закончил выступления за клуб и перешёл в состав тренерского штаба «Ширака». Ходжоян был назначен помощником, на тот момент главного тренера, Вардана Бичахчяна. Спустя год в клуб пришёл Самвел Петросян. Петросян официально значился администратором команды, но фактически был главным тренером. Его ассистентами стали Ходжоян, Бичахчян и Артур Оганесян. Сам же Ходжоян, ввиду отсутствия должности «главный тренер» — значился в команде и.о. главного тренера. В начале сезона 2011 принимал участие в занятиях для получения тренерской лицензии категории А. В розыгрыше Кубка Армении, «Ширак» впервые после 12-летнего периода вышел в финал, где проиграл «Мике» со счёт 1:4. Летом был уволен Петросян из-за плохих результатов и команду вновь возглавил Бичахчян. А так как у Бичахчяна имеется лицензия категории А, то Ходжоян стал тренером без приставки «и.о.».
В марте 2012 года, в составе армянской делегации состоящей из тренеров и инструкторов, посетил Амстердам (Нидерланды) в рамках проекта УЕФА Study Group Scheme и посвященном юношескому футболу.

## Достижения

### Игрока
- «Ширак»
  - Чемпион Армении:1994, 1999
  - Серебряный призёр чемпионата Армении: 1995/96, 1997, 1998
  - Бронзовый призёр чемпионата Армении: 2000
  - Финалист Кубка Армении: 1994, 1999
  - Обладатель Суперкубка Армении: 1996, 1999
  - Финалист Суперкубка Армении: 1998
- «Спартак» (Ереван)
  - Бронзовый призёр чемпионата Армении: 2001

### Тренера
- «Ширак»
  - Обладатель Кубка Армении: 2011/12
  - Финалист Кубка Армении: 2011